# 大羽双盖蕨
大羽双盖蕨（学名：Diplazium megaphyllum）也称大羽短肠蕨，为蹄盖蕨科双盖蕨属下的一个种。